# Спартак (Трнава)
«Спа́ртак» (словац. FC Spartak Trnava) — словацький футбольний клуб із Трнави, заснований 1923 року. Виступає у найвищому дивізіоні Словаччини. Домашня арена команди є найбільшою у Словаччині.
Історично це одна із найуспішніших команд країни, клуб 5 разів виграв Чемпіонат Чехословаччини та 4 рази Кубок Чехословаччини, 1 раз дійшов до півфіналу Кубка європейських чемпіонів і двічі до чвертьфіналу. Нещодавно клуб виграв Чемпіонат Словаччини у сезоні 2017-18, а також Кубок Словаччини у сезонах 2018-19, 2021-22 та 2022-23.

## Історія
Історія футболу в Трнаві сягає корінням ще в австро-угорський період. Спортивні футбольні клуби, які вже діяли в цю епоху, також з'явилися після Першої світової війни, коли за прикладом таких клубів у Трнаві були створені чехословацькі футбольні клуби, такі як «ЧСШК Чехіє» (словац. ČsŠK Čechie Trnava) або «ЧСШК Трнава» (словац. ČsŠK Trnava). Одним із таких клубів із давнішими традиціями був ТАК (словац. TAC) — Трнавський атлетичний клуб, який у 1919 році приєднався до новоствореного клубу ТСС (TSS), Трнавська спортивна асоціація.
Історія появи «Спартака» пов'язана з пізнішим зменшенням кількості клубів, створених після 1918 року, шляхом їх злиття, коли 30 травня 1923 року ці три клуби об'єднались і почали виступати під назвою «ТСС Трнава» (словац. TSS Trnava). Минув лише рік, і ТСС об'єднався з клубом «ШК Трнава» (словац. ŠK Trnava), заснованим 1919 року. Новостворена команда взяла назву «ШК Трнава» і почала грати свої домашні матчі на стадіоні, де виступає і донині. Команда використовувала синьо-жовті кольори, а прізвисько «Білі ангели» виникло лише в 1960-х роках, коли почали використовуватись білі футболки.
19 березня 1925 року був заснований другий за силою клуб міста, «Рапід» (словац. ŠK Rapid Trnava), який проводив свої матчі біля залізничного вокзалу. Цей клуб використовував класичні червоно-чорні кольори Трнави. Хоча в Трнаві було багато інших клубів, найбільше суперництво було саме між ШК і «Рапідом». Загалом міське дербі було зіграно 27 разів і переможцем вийшов «Рапід» з результатом 16–3–8.
Перше дербі між найбільшими суперниками Словаччини було зіграно 21 березня 1926 року. Трнавська команда грала в традиційних червоно-чорних горизонтально-смугастих футболках проти клубу ШК «Братислава» (нині — «Слован»). Трнава перемогла з рахунком 3:1. Два голи забив Жигарді, один — Козма.
На межі 1929 і 1930 років трнавці вирушили у турне до Франції, Португалії та Іспанії. У Більбао відбулася історична поразка 0:14, яку команда намагалася приховати. Вона надіслала телеграму до Трнави, що гра не відбулася через дощ. Прес-служба повідомила про поразку 4:7. Однак Міністерство закордонних справ повідомило футбольну асоціацію про реальний результат, і вони заборонили «Рапіду» виступати за кордоном на два роки.

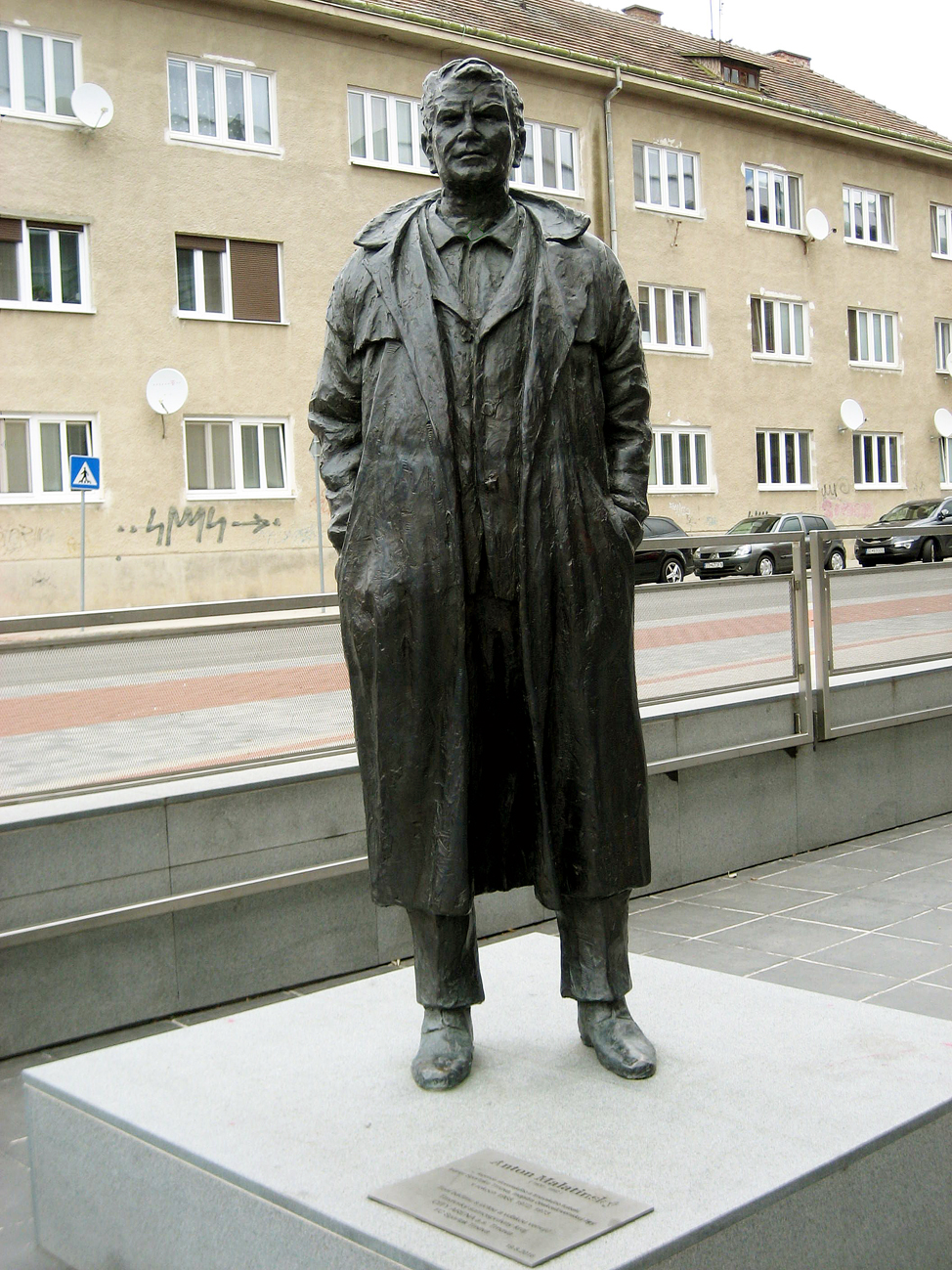
Антон Малатинський, головна легенда «Спартака», який більшу частину як ігрової так і тренерської кар'єри приділив клубу.

У 1935 році «Рапід» виграв чемпіонат округу. Однак йому не вдалося кваліфікуватися до підвищення в дивізіоні в матчах проти «Жиліни» та «Нового Замека». Проте через рік після протесту та компромісного рішення клуб таки потрапив до більш високого дивізіону. У цьому ж році також відбулося радикальне омолодження складу. Так у складі з'явилися майбутні зірки трнавців Франтішек Болчек і Антон Малатинський.

### Злиття «Трнави» та «Рапіда»
Після створення незалежної Словацької держави навесні 1939 року, був проведений перший чемпіонат Словаччини за участю дев'яти клубів, який виграла «Спарта» (Повазька Бистриця), а «Рапід» фінішував на 4 місці.
Влітку 1939 року «ШК Трнава» та «Рапід» об'єднались, щоб створити конкурентноздатну команду на рівні країни. Так народився клуб ТСС Трнава (TSS Trnava). Чудову команду «Рапіду» доповнили найкращі гравці міського суперника — зокрема Войтех Лукович, якого вважали одним із найкращих воротарів Трнави.
У 1939 році словацька ліга почала проводитися за системою осінь/весна. У свій дебютний рік команда посіла 4 місце серед 12 учасників чемпіонату Словаччини. У наступні роки «Трнава» посідала 6, 7, 5 і 3 місця відповідно. У словацькій лізі тоді домінували братиславські клуби ШК і ОАП.
Восени 1944 року відбулося лише два тури чемпіонату, а після спалаху повстання змагання було перервано.
Після завершення другої світової війни і відновлення Чехословаччини влітку 1945 року «Трнава» потрапила до групи B національної чехословацької ліги, вищого дивізіону країни. Перший матч ліги зіграли 16 вересня вдома з «Пардубіце» (1:1), але весняна частина склалася для «Трнави» не найкращим чином і вона вилетіла з чемпіонату. Однак через рік вона знову повернулася, щоб у сезоні 1947/48 знову посісти 5-те місце у найвищому змаганні. Лідери команди Малатинський, Болчек і Марко мали вже на той час стабільне місце у збірній Чехословаччини.
У 1950 році після переїзду Малатинського до Братислави, результати команди погіршали і клуб знову вилетів з вищого дивізіону.

### Перейменування у «Спартак»
У 1952 році клуб змінив назву на «Спартак» (Трнава), але виступи в 1950-х роках були дуже нестабільними, «Спартак» виступав у 2-й лізі, а після переходу до вищого дивізіону боровся за виживання. Найкращий результат, через тривалий час, прийшов лише в сезоні 1959/60, коли «Спартак» посів 4-е місце, що забезпечило йому кваліфікацію до Кубка Мітропи. Перший матч «Спартак» провів на Тегельному полі проти італійської «Роми». На матчі були присутні 50 тис. глядачів. Спартак переміг з рахунком 2:0, але п програв матч-відповідь у Римі з рахунком 0:1. Римське відрядження також ознаменувалася скандалом. Після прибуття до столиці Італії Юрай Кадлець залишив клуб, щоб вчитися на священика у Ватикані. Це викликало обурення в Словаччині. П'ятьох спартаківців засудили до примусових робіт.

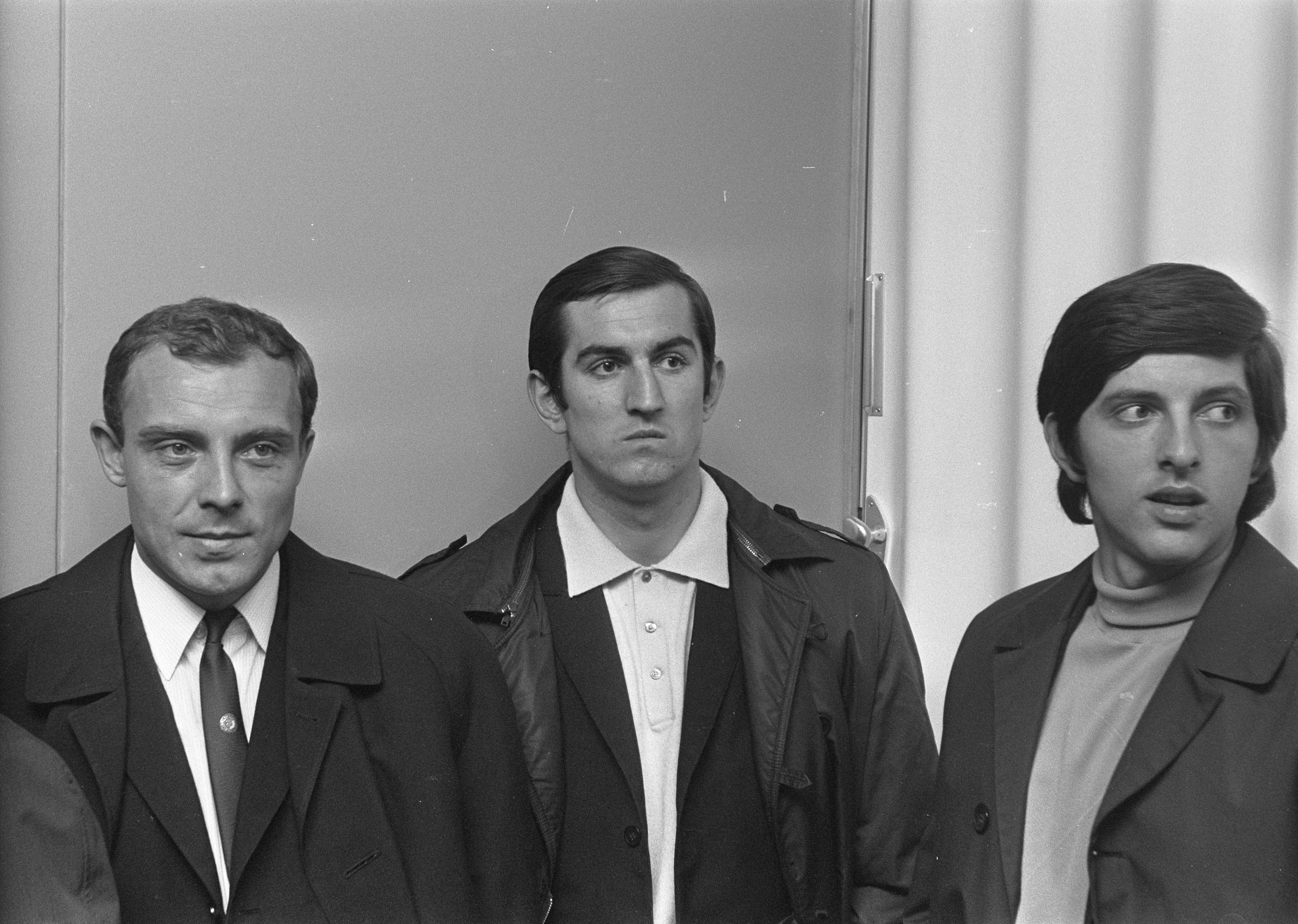
Футболісти «Спартака» Кабат, Куна і Добіас у 1969 році.

У 1961 році лідер команди Йозеф Адамець перейшов до столичної «Дукли», через що спартаківці знову вилетіли з вищого дивізіону за результатами сезону 1961/62.

### Епоха Малатинського
У сезоні 1963/64 тренером команди став Антон Малатинський. У дебютному ж сезоні він зміг повернути клуб у найвищий дивізіон. У наступних двох сезонах «Спартак» посів 10-е і 6 місце відповідно. Почала формуватися сильна команда, лідерами якої став Йозеф Адамець, що повернувся до рідного клубу, воротар Йозеф Герик та молодий вихованець Ладислав Куна. 25 травня 1966 року «Спартак» поступився вдома братиславському «Словнафту» з рахунком 1:2. Ця поразка стала останньою вдома за наступні 7 років. В сезоні 1966/67 за команду дебютував нові знакові футболісти, Кароль Добіаш, Владимир Гагара та Адам Фаркаш. Якісна гра принесла «Спартаку» звання осіннього чемпіона, а домашні матчі відвідували в середньому 20 тисяч глядачів. Навесні результати вже були слабшими і «Спартак» випередили «Спарта» та «Слован». У цьому сезоні відбувся перший міжнародний успіх. Червоно-чорні виграли Кубок Мітропи, пройшовши на шляху до фіналу «Гонвед», «Лаціо» та «Фіорентину». У вирішальному двобої вони обіграли «Уйпешт» (2:3 і 3-1).
Наступний сезон 1967/68 став найкращим в історії команди на той час. Пам'ятний матч відбувся в гостях проти «Спарти», за яким спостерігали до 40 000 глядачів, і «Спартак» зміг відігратись, попри рахунок 0:3. Після цього матчу празькі глядачі ображали тренера Малатинського та кількох спартаківців. 9 червня 1968 року після домашньої перемоги над «Тренчином» з рахунком 2:0 «Спартак» вперше став чемпіоном Чехословаччини. Матч проходив під дощем, але, попри це, його подивилися 20 тисяч глядачів. В останньому турі сезону «новоспечений» чемпіон грав на полі пльзеньської «Шкоди» та після футбольного концерту переконливо переміг 7:0, а Йозеф Адамець із 18 голами став найкращим бомбардиром чемпіонату. Після цього успіху тренер Малатинський поїхав працювати тренером до Австрії.

### Успіхи на міжнародній арені
Наступний сезон став навіть успішнішим за попередній. Клуб під керівництвом Яна Гуцко без проблем пройшов 1-й і 2-й раунди Кубка європейських чемпіонів, а в чвертьфіналі на них чекав грецький клуб АЕК (Афіни). Домашня перемога 2:1 і нічия 1:1 в Афінах вивели клуб у четвірку найкращих у Європі. Таким чином «Спартак» з Трнави опинився поруч із такими грандами, як «Мілан», «Аякс» та «Манчестер Юнайтед». У півфіналі на нього чекав голландський гранд «Аякс». Команда з країни тюльпанів вже бачила себе у фіналі після домашньої перемоги 3:0 у першій грі, але на думку багатьох свідків і експертів, домашній матч проти «Аякса» став найкращим матчем «Спартака» за всю історію його існування. Ладислав Куна двома голами забезпечив перемогу з рахунком 2:0, і достатньо було, щоб хоча б один із багатьох нереалізованих моментів завершився голом, щоб «Спартак» міг вийти у фінал, але цього не сталось. Натомість «Спартак» блискуче впорався з чемпіонатом і зумів захистити титул, відірвавшись від «Слована» на 5 очок і на 10 очок від «Спарти».
На рубежі 1968/69 років трнавська команда, як осінній чемпіон, вирушила в зимове турне країнами Південної Америки. Вони послідовно грали в Коста-Риці, Венесуелі, Перу та Аргентині. До Бразилії не потрапили через проблеми із візами.

### Подальші досягнення
Сезон 1969/70 для «Спартака» не став чемпіонським, хоча осінню частину вони виграли, а весняну провалили і фінішували «тільки» на 2-му місці. У Кубку європейських чемпіонів у 2 раунді клуб зустрівся з турецьким «Галатасараєм». Після перемоги та поразки з однаковим рахунком 1:0 та подальшого овертайму, в якому не було забито жодного гола, було проведено жеребкування хто пройде далі, оскільки післяматчеві пенальті тоді ще не практикувались. Ця «лотерея» стала невдалою для «Спартака», і «Галатасарай» пройшов далі.
Після невдалого сезону команду очолив Валеріан Швець, під керівництвом якого «Спартак» вперше виграв золотий дубль, забезпечивши свій третій титул чемпіона країни після домашньої перемоги над «Слованом» з 1:0. Вони також виграли Кубок Чехословаччини, перемігши «Вікторію» (Пльзень) у фіналі (2:1 і 5:1). Крім того в цьому сезоні «Спартак» вперше зіграв у Кубку ярмарків, попереднику Кубка УЄФА. Він пройшоа французький клуб «Олімпік Марсель» і західноберлінську «Герту», але у третьому раунді програв іншій німецькій команді «Кельн».

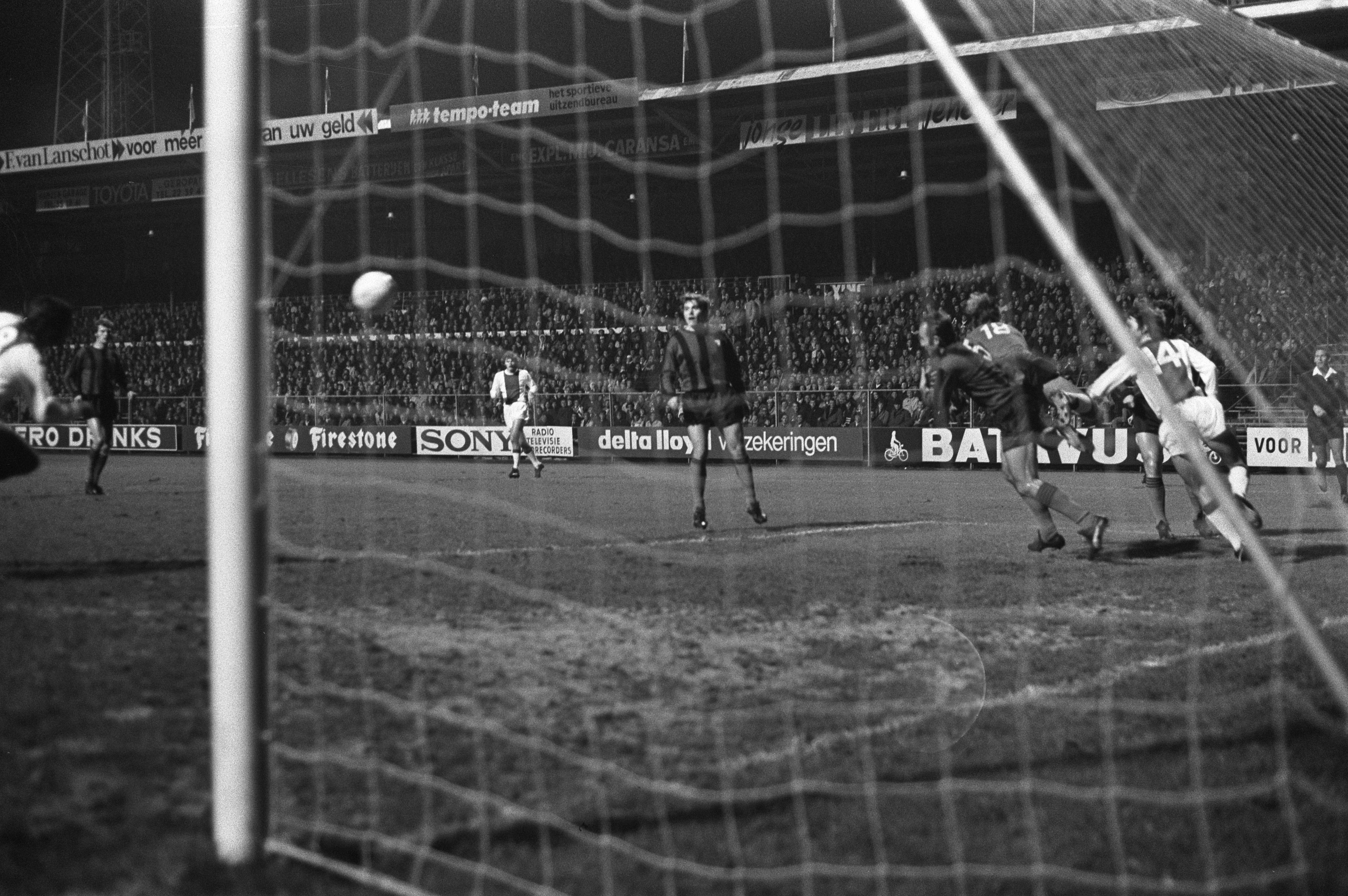
Виїзний матч «Спартака» проти «Аяксу». 1971 рік.

1971 року на посаду головного тренера повернувся Антон Малатинський, який повернувся, став головним тренером. Четвертий титул вирішився лише в останньому турі: «Слован», який йшов на другому місці з втратою одного очка, програв у Пряшові з рахунком 1:2, тож «Спартак», який грав у Нітрі і вже вів з рахунком 2:0 з голами Адамця та Кабата, дозволила господарям врешті зрівняти рахунок 2:2. Однак цього разу золотого дубля не вдалося здобути, оскільки в фіналі кубка «Слован» взяв реванш. У Кубку європейських чемпіонів «Спартак» зустрівся з бухарестським «Динамо». Після багатообіцяючої нічиєї 0:0 на полі суперника у Трнаві словаки вели в рахунку 2:1, але наприкінці матчу дозволили гостям зрівняти рахунок. Підсумковий результат 2:2 означав прощання зі змаганням після першого ж суперника.
За підсумками сезону 1972/73, після домашньої перемоги над «Тршинцем» з рахунком 3:0, підопічні Антона Малатинського виграли свій п'ятий чемпіонат Чехословаччини, який також став для них останнім. Але цей сезон запам'ятався і трагедією для клубу — у суботу, 10 березня 1973 року, у віці 25 років після важкої хвороби помер захисник «Спартака» Петер Валентович.
Після цього було зниження результатів. Навесні 1974 року «Спартак» лише тричі переміг у чемпіонаті — над «Слованом» (3:2), «Славією» у Празі (3:0) та «Шкодою» Пльзень (2:0). У підсумковій таблиці це означало 7 місце і 29 очок, лише на два більше від передостанньої команди, що залишила чемпіонат, кошицького «Локомотива». Невдалий сезон підкреслив програш у фіналі Кубка Словаччини, в якому «Спартак» по пенальті програв «Словану».
Сезон 1974/75 року для спартанців також розпочався невдало. У перших шести турах вони тричі програли і тричі зіграли внічию, а на зимову перерву команда пішла на восьмому місці турнірної таблиці. В результаті в зимову перерву у складі відбулися значні зміни. Покинули «Спартак» його ветерани Каміль Маєрнік, Антон Грушецький, Владимир Гагара і Станіслав Мартинкович. Натомість у команді з'явилися молоді перспективні футболісти, найвідомішим з яких пізніше став Рудольф Крамоліш. Це дало результат і вже у весняній частині сезону команда видала ряд вдалих матчів і виграла Кубок Чехословаччини, обігравши у фіналі празьку «Спарту».
Це був останній трофей клубу на наступні 10 років. Надалі з команди пішли гравці, які забезпечили найважливіші успіхи. Йозеф Адамець вирушив за кордон, а Кароль Добіаш перейшов у «Богеміанс», крім того почались постійні зміни на тренерському містку, які не давали команді добувати високі результати.
Наступний успіх до команди прийшов лише в 1986 році, коли «Спартак» виграв кубок Чехоловаччини. У фіналі команда зустрілася з празькою «Спартою». Гра відбулася 22 червня в Єлшаві перед 6000 глядачами. На гол Гріга на 45-й хвилині у другому таймі відповів Гашпарік, який на 63-й хвилині реалізував пенальті. В овертаймі м'ячів не було забито, а в серії пенальті «Білі ангели» виграли — 4:3, здобувши свою п'яту й останню перемогу в цьому турнірі. У чемпіонаті результати були значно гірші і «Спартак» посів лише 10 місце.
Тим не менш здобуття кубку дозволило команді вперше за багато років зіграти у Кубку володарів кубків. Втім жеребкування виявилось дуже невдалим для Трнави, оскільки вони в першому ж раунді у суперник отримали одного з фаворитів турніру, західнонімецький «Штутгарт». Перша зустріч була зіграна на полі фіналіста Кубка Німеччини 17 вересня. Хоча «спартаківці» захищалися весь матч, вони пропустили гол з пенальті за три хвилини до кінця і програли, а у матчі-відповіді, що відбувся у Трнаві 1 жовтня за участі 15 тисяч глядачів, словакам забити гол не вдалося і гра завершилась внічию 0:0. Однією з причин стало те, що з 53-ї хвилини «Спартак» грав у меншості після суперечливого вилучення Яна Габріеля.
У сезоні 1989/90 «Спартак» вилетів до другої ліги, але після річної перерви повернувся у вищий дивізіон. У сезоні 1992/93 фінансові проблеми клубу почали загострюватися і від чергового вильоту до 2-ї ліги «Спартак» врятував розділ Чехословаччини.

### Виступи у чемпіонаті Словаччини

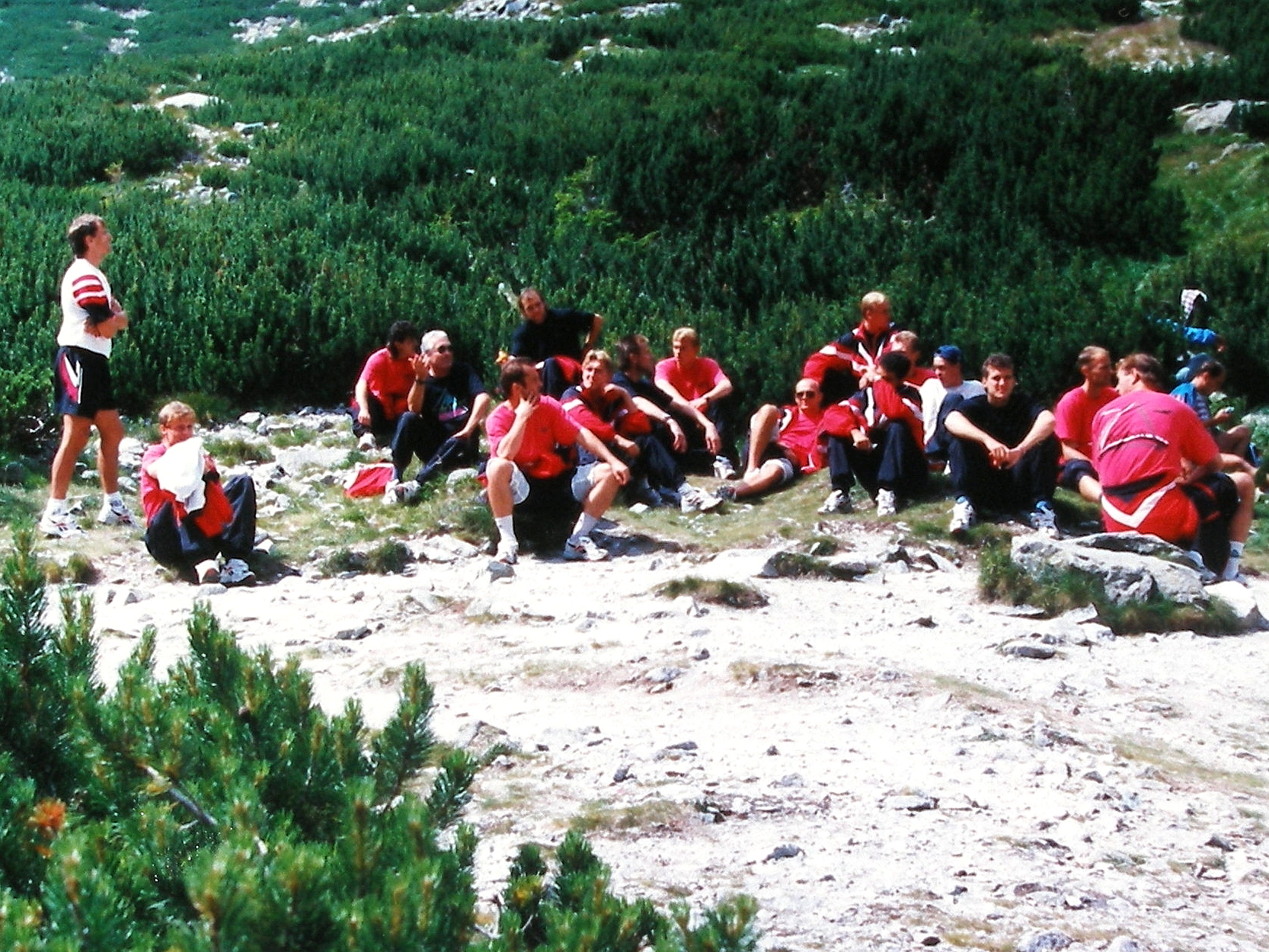
Тренер Йозеф Адамець і футболісти «Спартака» на фітнес-тренуванні під водоспадом Скок, Високі Татри, Словаччина. Липень 1996 року.

Перші два сезони у чемпіонаті незалежної Словаччини були не дуже вдалими в плані результатів — команда залишалась середняком. Зміна відбулася лише в сезоні 1995/96, коли «Спартак» став осіннім чемпіоном. Переломний момент у сезоні стався лише у 21 турі. «Спартак» приймав «Гуменне». Рефері Мусака виніс кілька суперечливих вердиктів. Під час матчу на ігровому полі з'являлися сніжки, пляшки, фрукти, каміння, а нарешті один глядач буквально вдарив арбітра після фінального свистка. Сутичка продовжилась і в підтрибунному приміщенні стадіону, де, за офіційною інформацією, в ній взяли участь спартаківці Габріель, Грабал і голкіпер «Гуменного» Бучек. В результаті з клубу було знято 3 очки, накладено штраф клубу, асистенту тренера, та заборону на вхід глядачам на один матч. Крім того Ян Габріель отримав дискваліфікацію на півроку, а Ярослав Грабал — на 3 місяці. Це погіршило результати команді і «Спартак» став лише третім, а також дійшов до фіналу Кубка Словаччини, але поступився тому самому «Гуменному» у Вранові з рахунком 1:2.
У сезоні 1996/97 команда знову була найкращою після осінньої частини. Вона продовжила яскраві виступи навесні, але в самому кінці втратила надію на перший чемпіонський титул. В останньому турі в Римавській Соботі, куди Трнава приїхала як лідер змагань, «Спартак» несподівано програв з рахунком 1:2 і фінішував другим за «Кошице».
У наступному сезоні тренером команди став Душан Галіс, плн як і минулого року після зимового чемпіонства у команди навесні почались негаразд і в драматичній кінцівці їм знову довелося задовольнитися 2-м місцем. Втім цього разу «Спартаку» вдалося здобути Кубок і Суперкубок Словаччини — перші трофеї в історії клуба за часів незалежності.
Восени 1998 року «Спартак» вчетверте поспіль домінував в осінній частині сезону, але навесні, після новин про фінансові проблеми клубу та погані результати на полях суперника, фінішував лише на 3-му місці.
Нове тисячоліття ознаменувалося поглибленням економічних проблем у «Спартаку». Перед сезоном 2000/01 команду покинули 14 гравців основного складу, серед яких такі особистості, як Каміль Суско, Марек Уйлакі, Ігор Баліш, Владимир Ляйтнер і команда поступово падала все глибше і глибше. Наприкінці осені тренера Антона Яноша змінив Петер Зеленський, але результати лише гіршали. У самому кінці чемпіонату було призначено новий тренерський штаб, але навіть Станіславу Ярабеку не вдалося зробити дива і команда вперше в історії вилетіла з вищого дивізіону Словаччини, посівши останнє місце.
Але після вильоту у «Спартака» з'явився новий спонсор, клуб запросив ряд якісних гравців і з першої ж спроби повернувся у вищий дивізіон, не маючи особливої конкуренції.
Сезон 2002/03 «Спартак» також розпочав вдало. У 6-му турі вони обіграли чемпіона «Жиліну» з рахунком 3:1 перед 16 692 глядачами. Згодом ейфорія зійшла нанівець після низки невдалих результатів. Але завершення сезону знову видалося видовищним. Перемігши з рахунком 4:3 братиславський Слован, «білі ангели» перекрили своєму головному супернику шлях до титулу, який нарешті захистила «Жиліна», а «Спартак» посів 4 місце.
Сезон 2005/06 ознаменувався найуспішнішим стартом «Спартака» в історії, коли вони вісім разів перемогла і очолили турнірну таблицю з різницею голів 16:3. У місті спалахнув футбольний ажіотаж, але чемпіонський титул знову залишився недосяжним. Після домашньої перемоги над «Артмедією» 1:0 радісні глядачі заполонили газон і святкували разом з гравцями повернення на вершину, але в наступних турах «Спартак» здав під кінець чемпіонату і фінішував на 3-му місці.
Перед сезоном 2008/09 клуб очолив серб Владимир Вермезович. Визнаний сербський керманич привів до клубу співвітчизників — фітнес-тренера національної збірної Деяна Іліча, капітана болгарського «Літекса» Небойшу Єленковича та голкіпера збірної Івицю Краля. Тривало і посилення якісними іноземними гравцями, зокрема вперше в історії трнавського футболу за «Спартак» зіграв іспанський футболіст — Карлос Перес. Однак старт сезону склався для команди не так, як очікувалося. Клуб сенсаційно вилетів з Кубка УЄФА від грузинської команди «ВІТ Джорджія», а потім задовільнився лише домашньою нічиєю зі «Слованом». Після наступного 9-го туру, попри перемогу над «Ружомберком» 2:0, керівництво клубу звільнило його. Цей хід викликав бурю обурення серед уболівальників клубу та надовго позначився на атмосфері на матчах «Спартака». Замість серба через 11 років на посаду головного тренера «Спартака» повернувся Кароль Пече разом зі своїм помічником Петером Зеленським. Новий тренерський штаб завершив сезон серією успішних результатів і третім місцем у турнірній таблиці.

### Виграш чемпіонства
Наступні два роки команда завершувала поза медальною зоною, після чого у сезоні 2011/12 «Спартак» посів друге місце, поступившись чемпіонством «Жиліні» лише в останньому турі. Наступний сезон 2012/13 був повною протилежністю і «Спартак» до останнього туру боровся за виживання з «Татраном». Лише перемога над ним в останньому турі дозволила спартаківцям зберегти прописку в еліті. Надалі команда повернулась до боротьби за медалі, завершуючи сезони у вищій частині таблиці.
На сезон 2017/18 «Спартак» найняв відносно невідомого та молодого тренера Нестора Ель Маестро. Відсутність у єврокубках допомогла «Спартаку» добре розпочати сезон. Вперше була розіграна нова система гри, коли після основної частини таблиця поділялась на дві шістки. «Спартак» стартував із трьох перемог, але потім поступився «Словану» та «Жиліні». Далі була серія з восьми перемог поспіль, і після 10-го туру «Спартак» очолив турнірну таблицю. Нарешті він виграв регулярний сезон з перевагою в дев'ять очок над «Слованом». Важливим поєдинком у боротьбі за титул стало Традиційне дербі у верхній шістці. «Спартак» виграв його, збільшивши відрив від «Слована» до 10 очок. У матчі-реванші зі «Слованом» «Спартак» поступився з рахунком 1:2, але за три тури до кінця мав відрив від ДАКа у 7 і від «Слована» у 8 очок. Далі «червоно-чорні» приймали ДАК і було зрозуміло, що якщо вони не програють, то стануть чемпіонами. Аншлаг на стадіоні побачив перемогу рідної команди і перший титул чемпіона після довгих 45 років. Офіційне святкування титулу відбулося після останнього матчу чемпіонату з «Тренчином» перед 17 113 глядачами.

### Подальші виступи

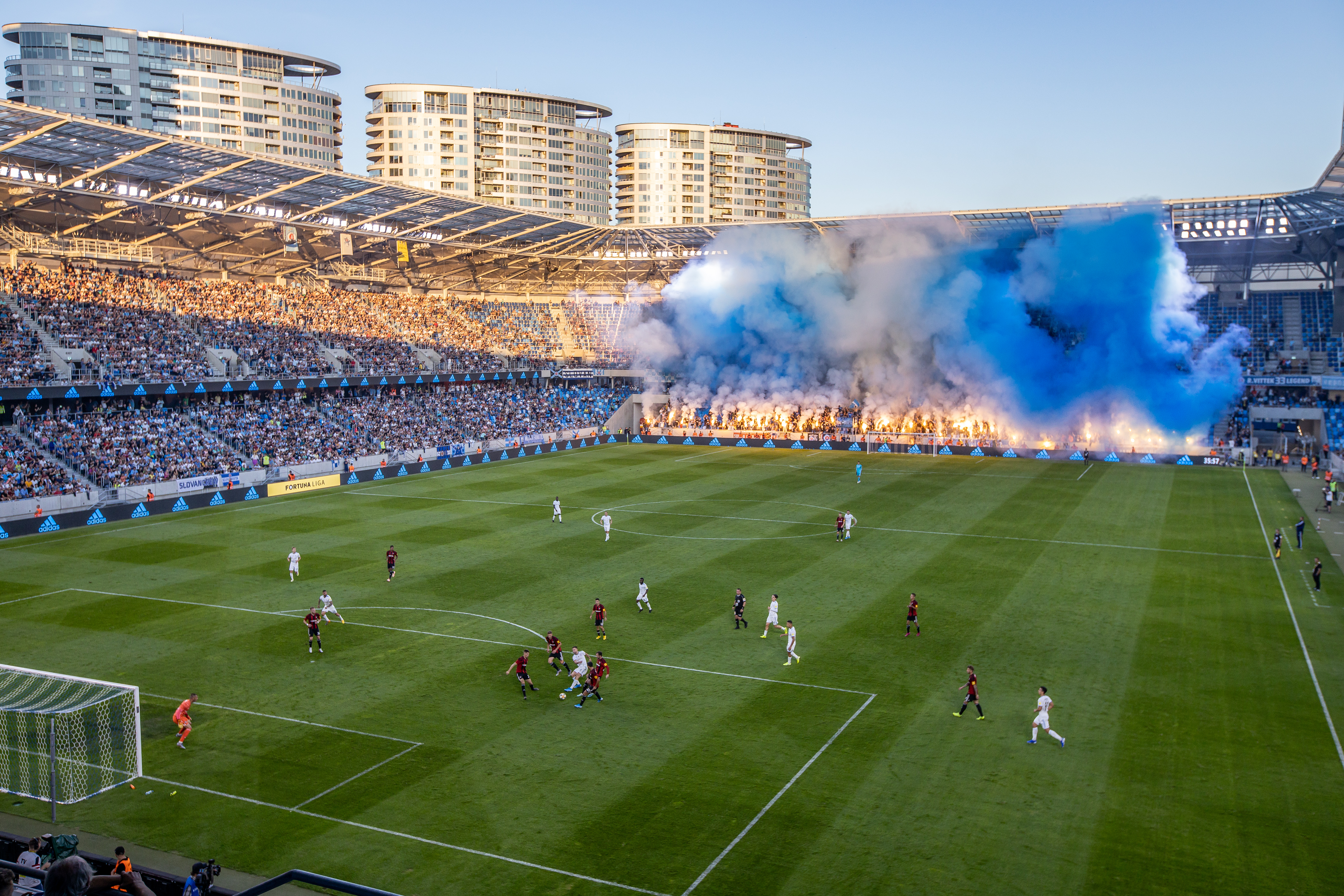
Матч проти головного суперника, «Слована», який має назву Традиційне дербі. 2019 рік.

Нестор Ель Маестро покинув «Спартак» після успішного сезону, а до команди прийшов чеський тренер Радослав Латал. Команда отримала право на виступи у Лізі чемпіонів, де у кваліфікації пройшла боснійський «Зриньські» (1:0, 1:1) та варшавську «Легію» (0:1, 2:0), але поступилась белградській «Црвені Звезді». Таким чином, замість плей-оф кваліфікації Ліги чемпіонів «Спартак» грав у матчі за право зіграти у групі Ліги Європи, де на нього чекала словенська «Олімпія» (Любляна). Після домашньої перемоги 2:0 «Спартак» впорався зі своїм завданням і зігравши 1:1 зміг вперше в історії вийти до групового етапу єврокубка. Там команда з Трнави непогано стартувала і в стартовому матчі здолала найбільшого фаворита групи «Андерлехт» з рахунком 1:0. Згодом вони обіграли вдома і грізний «Фенербахче» з рахунком 1:0, а в Брюсселі зіграли внічию без голів, тим не менш вони посіли лише 3-тє місце в таблиці і не пройшли далі.
Тривалі виступи у єврокубках позначився на чемпіонаті, де «Спартак» не зумів показувати високі результати і в останньому турі регулярного чемпіонату вони в очному поєдинку боролися за участь у верхній шістці з новачком «Середдю», але поразка з рахунком 1:3 означала, що чемпіон змушений був грати у групі борців за виживання. Її «Спартак» легко виграв, посівши підсумкове 7 місце. Набагато краще клуб виступив у Кубку, де спартаківці вийшли у фінал. Там першому таймі трнавчани вже вели 3:0 в грі проти «Жиліни», але не втримали перевагу і гра завершилась внічию 3:3. Вирішувалася доля трофею у серії пенальті, яку «Спартак» переміг 4:1 і здобув трофей.
Перед новим сезоном відбулася фундаментальна зміна, коли тодішній давній власник клубу Владімір Поор продав клуб братам Міхалу та Томашу Дробним. Тренером став португальський тренер Рікарду Шеу. У чемпіонаті знову повторилася ситуація минулого сезону, коли спартаківці лише в останньому матчі основного етапу вирішували питання виходу до першої шістки. Проте цього разу їм вдалося перемогти ДАК 1:0 і вийти далі. Під час призупинення чемпіонату через пандемію COVID-19, португалець покинув команду і його змінив Маріан Шармір і вивів команду на 4-е підсумкове місце.
Шармір розпочав і наступний сезон, але після поразки від «Слована» в 6 турі його замінив Норберт Грнчар. Він також не зміг покращити результати команди і залишив команду після осінньої частини. Третім тренером цього сезону став Міхал Гашпарик. Він очолив команду на 6-му місці, основну частину завершив на 4-му, а у другому етапі навіть зумів випередити «Жиліну» і спартаківці посіли підсумкову третю сходинку.
Прихід легенди словацького футболу Мартіна Шкртела 2022 року до «Спартака» з Трнави став великою подією. Він відіграв лише один сезон і наприкінці оголосив про завершення активної кар'єри через проблеми зі здоров'ям, проте йому вдалося підняти над головою кубок Словаччини. У фіналі спартаківці грали зі «Слованом» і після основного часу матч закінчився з рахунком 1:1, але гол головою Діжана Азеведо в додатковий час вирішив переможця. Наступного сезону 2022/23 команда захистила звання володаря кубка, знову перемігши в додатковий час «Слован» та втретє поспіль здобула бронзові нагороди чемпіонату.

## Досягнення
Чемпіонат Чехословаччини
- Чемпіон (5): 1968, 1969, 1971, 1972, 1973

Словацька Суперліга
- Чемпіон (1): 2018
- Срібний призер (3): 1997, 1998, 2012

Кубок Чехословаччини
- Володар кубка (5): 1951, 1967, 1971, 1975, 1986

Кубок Словаччини
- Володар кубка (9): 1971, 1975, 1986, 1991, 1998, 2019, 2022, 2023, 2025
- Фіналіст кубка (5): 1996, 2006, 2008, 2010, 2024

Суперкубок Словаччини
- Володар кубка (1): 1998

Кубок європейських чемпіонів
- Півфіналіст (1): 1969
- Чвертьфіналіст (2): 1973, 1974

## Статистика

### Виступи у чемпіонаті
| Словаччина (1938—1944)     |                                          |        |    |    |    |    |    |    |     |    |       |
| Сезон                      | Ліга                                     | Рівень | І  | В  | Н  | П  | ГЗ | ГП | +/− | О  | Місце |
| 1938/39                    | Перша словацька ліга                     | 1      | 8  | 4  | 0  | 4  | 29 | 18 | +11 | 8  | 4.    |
| 1939/40                    | Перша словацька ліга                     | 1      | 22 | 9  | 5  | 8  | 41 | 47 | −7  | 23 | 4.    |
| 1940/41                    | Перша словацька ліга                     | 1      | 22 | 7  | 7  | 8  | 49 | 52 | −3  | 21 | 6.    |
| 1941/42                    | Перша словацька ліга                     | 1      | 22 | 9  | 4  | 9  | 47 | 48 | −1  | 22 | 7.    |
| 1942/43                    | Перша словацька ліга                     | 1      | 22 | 11 | 0  | 11 | 56 | 63 | −7  | 22 | 5.    |
| 1943/44                    | Перша словацька ліга                     | 1      | 22 | 11 | 3  | 8  | 52 | 36 | +16 | 25 | 3.    |
| Чехословаччина (1945—1993) |                                          |        |    |    |    |    |    |    |     |    |       |
| 1945/46                    | Статні ліга — sk. B                      | 1      | 18 | 4  | 4  | 10 | 36 | 62 | −26 | 12 | 8.    |
| 1946/47                    | Slovenská divize                         | 2      | …  | …  | …  | …  | …  | …  | …   | …  | 1.    |
| 1947/48                    | Статні ліга                              | 1      | 20 | 9  | 3  | 8  | 38 | 40 | −2  | 21 | 5.    |
| 1949                       | Національний чемпіонат                   | 1      | 26 | 9  | 6  | 11 | 48 | 53 | −5  | 24 | 9.    |
| 1950                       | Національний чемпіонат                   | 1      | 26 | 6  | 7  | 13 | 36 | 45 | −9  | 19 | 13.   |
| …                          |                                          |        |    |    |    |    |    |    |     |    |       |
| 1952                       | Mistrovství československé republiky     | 1      | 26 | 10 | 9  | 7  | 48 | 49 | −1  | 29 | 5.    |
| 1953                       | Celostátní československá soutěž — sk. B | 2      | 11 | 5  | 1  | 5  | 18 | 19 | −1  | 11 | 4.    |
| 1954                       | Celostátní československá soutěž — sk. B | 2      | 18 | 12 | 4  | 2  | 52 | 19 | +33 | 28 | 1.    |
| 1955                       | Přebor československé republiky          | 1      | 22 | 8  | 5  | 9  | 24 | 35 | −11 | 21 | 8.    |
| 1956                       | Суперліга                                | 1      | 22 | 7  | 4  | 11 | 24 | 41 | −17 | 18 | 9.    |
| 1957/58                    | Суперліга                                | 1      | 33 | 10 | 11 | 12 | 45 | 49 | −4  | 31 | 9.    |
| 1958/59                    | Суперліга                                | 1      | 26 | 9  | 7  | 10 | 31 | 28 | +3  | 25 | 7.    |
| 1959/60                    | Суперліга                                | 1      | 26 | 13 | 5  | 8  | 43 | 38 | +5  | 31 | 4.    |
| 1960/61                    | Суперліга                                | 1      | 26 | 9  | 7  | 10 | 44 | 50 | −6  | 25 | 10.   |
| 1961/62                    | Суперліга                                | 1      | 26 | 8  | 6  | 12 | 33 | 46 | −13 | 22 | 13.   |
| 1962/63                    | 2. liga — sk. C                          | 2      | 26 | 13 | 4  | 9  | 41 | 33 | +8  | 30 | 4.    |
| 1963/64                    | 2. liga — sk. C                          | 2      | 26 | 17 | 4  | 5  | 45 | 20 | +25 | 38 | 1.    |
| 1964/65                    | Суперліга                                | 1      | 26 | 8  | 8  | 10 | 33 | 36 | −3  | 24 | 10.   |
| 1965/66                    | Суперліга                                | 1      | 26 | 12 | 3  | 11 | 34 | 26 | +8  | 27 | 6.    |
| 1966/67                    | Суперліга                                | 1      | 26 | 16 | 2  | 8  | 53 | 26 | +27 | 34 | 3.    |
| 1967/68                    | Суперліга                                | 1      | 26 | 15 | 5  | 6  | 57 | 26 | +31 | 35 | 1.    |
| 1968/69                    | Суперліга                                | 1      | 26 | 17 | 5  | 4  | 50 | 21 | +29 | 39 | 1.    |
| 1969/70                    | Суперліга                                | 1      | 30 | 15 | 10 | 5  | 55 | 23 | +32 | 40 | 2.    |
| 1970/71                    | Суперліга                                | 1      | 30 | 17 | 6  | 7  | 52 | 27 | +25 | 40 | 1.    |
| 1971/72                    | Суперліга                                | 1      | 30 | 17 | 10 | 3  | 60 | 25 | +35 | 44 | 1.    |
| 1972/73                    | Суперліга                                | 1      | 30 | 16 | 7  | 7  | 47 | 20 | +27 | 39 | 1.    |
| 1973/74                    | Суперліга                                | 1      | 30 | 8  | 13 | 9  | 32 | 31 | +1  | 29 | 7.    |
| 1974/75                    | Суперліга                                | 1      | 30 | 12 | 6  | 12 | 32 | 36 | −4  | 30 | 6.    |
| 1975/76                    | Суперліга                                | 1      | 30 | 12 | 5  | 13 | 35 | 32 | +3  | 29 | 10.   |
| 1976/77                    | Суперліга                                | 1      | 30 | 9  | 8  | 13 | 26 | 47 | −21 | 26 | 14.   |
| 1977/78                    | Суперліга                                | 1      | 30 | 8  | 12 | 10 | 26 | 31 | −5  | 28 | 9.    |
| 1978/79                    | Суперліга                                | 1      | 30 | 7  | 13 | 10 | 34 | 37 | −3  | 27 | 12.   |
| 1979/80                    | Суперліга                                | 1      | 30 | 11 | 10 | 9  | 35 | 35 | 0   | 32 | 7.    |
| 1980/81                    | Суперліга                                | 1      | 30 | 13 | 3  | 14 | 36 | 43 | −7  | 29 | 10.   |
| 1981/82                    | Суперліга                                | 1      | 30 | 10 | 4  | 16 | 31 | 41 | −10 | 24 | 14.   |
| 1982/83                    | Суперліга                                | 1      | 30 | 12 | 6  | 12 | 29 | 39 | −10 | 30 | 8.    |
| 1983/84                    | Суперліга                                | 1      | 30 | 11 | 7  | 12 | 43 | 50 | −7  | 29 | 7.    |
| 1984/85                    | Суперліга                                | 1      | 30 | 10 | 9  | 11 | 33 | 39 | −6  | 29 | 9.    |
| 1985/86                    | Суперліга                                | 1      | 30 | 9  | 9  | 12 | 25 | 32 | −7  | 27 | 10.   |
| 1986/87                    | Суперліга                                | 1      | 30 | 12 | 3  | 15 | 41 | 52 | −11 | 27 | 11.   |
| 1987/88                    | Суперліга                                | 1      | 30 | 11 | 7  | 12 | 38 | 42 | −4  | 29 | 10.   |
| 1988/89                    | Суперліга                                | 1      | 30 | 10 | 7  | 13 | 36 | 46 | −10 | 27 | 12.   |
| 1989/90                    | Суперліга                                | 1      | 30 | 4  | 10 | 16 | 23 | 62 | −39 | 18 | 15.   |
| 1990/91                    | 1. SNFL                                  | 2      | 30 | 17 | 7  | 6  | 65 | 25 | +40 | 41 | 1.    |
| 1991/92                    | Суперліга                                | 1      | 30 | 6  | 9  | 15 | 21 | 59 | −38 | 21 | 14.   |
| 1992/93                    | Суперліга                                | 1      | 30 | 3  | 10 | 17 | 24 | 60 | −36 | 16 | 16.   |
| Словаччина (1993–)         |                                          |        |    |    |    |    |    |    |     |    |       |
| 1993/94                    | Суперліга                                | 1      | 32 | 8  | 12 | 12 | 25 | 32 | −7  | 28 | 7.    |
| 1994/95                    | Суперліга                                | 1      | 32 | 12 | 8  | 12 | 43 | 35 | +8  | 44 | 6.    |
| 1995/96                    | Суперліга                                | 1      | 32 | 19 | 6  | 7  | 54 | 32 | +22 | 63 | 3.    |
| 1996/97                    | Суперліга                                | 1      | 30 | 21 | 6  | 3  | 66 | 24 | +42 | 69 | 2.    |
| 1997/98                    | Марс суперліга                           | 1      | 30 | 20 | 6  | 4  | 61 | 34 | +27 | 66 | 2.    |
| 1998/99                    | Марс суперліга                           | 1      | 30 | 19 | 7  | 4  | 59 | 20 | +39 | 64 | 3.    |
| 1999/00                    | Марс суперліга                           | 1      | 30 | 15 | 8  | 7  | 38 | 21 | +17 | 53 | 4.    |
| 2000/01                    | Марс суперліга                           | 1      | 36 | 8  | 10 | 18 | 39 | 62 | −23 | 34 | 10.   |
| 2001/02                    | Друга ліга                               | 2      | 30 | 18 | 7  | 5  | 61 | 22 | +39 | 61 | 1.    |
| 2002/03                    | Суперліга                                | 1      | 36 | 15 | 11 | 10 | 55 | 47 | +8  | 56 | 4.    |
| 2003/04                    | Коргон ліга                              | 1      | 36 | 15 | 8  | 13 | 46 | 46 | 0   | 53 | 4.    |
| 2004/05                    | Коргон ліга                              | 1      | 36 | 12 | 10 | 14 | 39 | 37 | +2  | 46 | 5.    |
| 2005/06                    | Коргон ліга                              | 1      | 36 | 21 | 5  | 10 | 57 | 31 | +26 | 68 | 3.    |
| 2006/07                    | Коргон ліга                              | 1      | 33 | 6  | 6  | 10 | 22 | 33 | −11 | 24 | 11.   |
| 2007/08                    | Коргон ліга                              | 1      | 33 | 15 | 7  | 11 | 52 | 40 | +12 | 52 | 4.    |
| 2008/09                    | Коргон ліга                              | 1      | 33 | 15 | 10 | 8  | 45 | 38 | +7  | 55 | 3.    |
| 2009/10                    | Коргон ліга                              | 1      | 33 | 12 | 5  | 16 | 52 | 46 | +6  | 41 | 7.    |
| 2010/11                    | Коргон ліга                              | 1      | 33 | 13 | 10 | 10 | 40 | 30 | +10 | 49 | 4.    |
| 2011/12                    | Коргон ліга                              | 1      | 33 | 19 | 8  | 6  | 44 | 22 | +22 | 65 | 2.    |
| 2012/13                    | Коргон ліга                              | 1      | 33 | 8  | 11 | 14 | 34 | 51 | −17 | 35 | 11.   |
| 2013/14                    | Коргон ліга                              | 1      | 33 | 16 | 5  | 12 | 47 | 42 | +5  | 50 | 3.    |
| 2014/15                    | Фортуна ліга                             | 1      | 33 | 16 | 8  | 9  | 53 | 31 | +22 | 56 | 4.    |
| 2015/16                    | Фортуна ліга                             | 1      | 33 | 16 | 6  | 11 | 49 | 41 | +8  | 54 | 4.    |
| 2016/17                    | Фортуна ліга                             | 1      | 30 | 12 | 7  | 11 | 34 | 37 | −3  | 43 | 6.    |
| 2017/18                    | Фортуна ліга                             | 1      | 32 | 20 | 4  | 8  | 41 | 28 | +13 | 64 | 1.    |
| 2018/19                    | Фортуна ліга                             | 1      | 32 | 10 | 8  | 14 | 35 | 35 | 0   | 38 | 7.    |
| 2019/20                    | Фортуна ліга                             | 1      | 27 | 10 | 5  | 12 | 30 | 32 | -2  | 35 | 4.    |
| 2020/21                    | Фортуна ліга                             | 1      | 32 | 17 | 4  | 11 | 48 | 37 | +11 | 55 | 3.    |
| 2021/22                    | Фортуна ліга                             | 1      | 32 | 17 | 9  | 6  | 36 | 17 | +19 | 60 | 3.    |

### Виступи у єврокубках
| Сезон   | Змагання                     | Раунд            | Клуб                      | Вдома      | Виїзд  | Загальний      |
| ------- | ---------------------------- | ---------------- | ------------------------- | ---------- | ------ | -------------- |
| 1960    | Кубок Мітропи                | Груповий етап    | Рома                      | 2–0        | 0–1    | 2–1            |
| 1962    | Кубок Мітропи                | Груповий етап    | Воєводина                 | 0–0        | 1–0    | 1–0            |
| 1962    | Кубок Мітропи                | Груповий етап    | Вашаш                     | 2–2        | 0–5    | 2–7            |
| 1962    | Кубок Мітропи                | Груповий етап    | Фіорентіна                | 1–6        | 3–4    | 4–10           |
| 1966–67 | Кубок Мітропи                | 1 раунд          | Гонвед                    | 4–0        | 1–1    | 5–1            |
| 1966–67 | Кубок Мітропи                | Чвертьфінал      | Лаціо                     | 1–0        | 1–1    | 2–1            |
| 1966–67 | Кубок Мітропи                | Півфінал         | Фіорентіна                | 2–0        | 1–2    | 3–2            |
| 1966–67 | Кубок Мітропи                | Фінал            | Уйпешт                    | 3–1        | 2–3    | 5–4            |
| 1967–68 | Кубок Мітропи                | 1 раунд          | Рома                      | 2–1        | 1–1    | 3–2            |
| 1967–68 | Кубок Мітропи                | Чвертьфінал      | Желєзнічар (Сараєво)      | 2–1        | 2–2    | 4–3            |
| 1967–68 | Кубок Мітропи                | Півфінал         | Вардар                    | 4–1        | 2–2    | 6–3            |
| 1967–68 | Кубок Мітропи                | Фінал            | Црвена Звезда             | 1–0        | 1–4    | 2–4            |
| 1967–68 | Кубок володарів кубків УЄФА  | 1 раунд          | Лозанна                   | 2–0        | 2–3    | 4–3            |
| 1967–68 | Кубок володарів кубків УЄФА  | 2 раунд          | Торпедо (Москва)          | 1–3        | 0–3    | 1–6            |
| 1968–69 | Кубок європейських чемпіонів | 1 раунд          | Стяуа                     | 4–0        | 1–3    | 5–3            |
| 1968–69 | Кубок європейських чемпіонів | 2 раунд          | Лахті                     | 7–1        | 9–1    | 16–2           |
| 1968–69 | Кубок європейських чемпіонів | Чвертьфінал      | АЕК (Афіни)               | 2–1        | 1–1    | 3–2            |
| 1968–69 | Кубок європейських чемпіонів | Півфінал         | Аякс (Амстердам)          | 2–0        | 0–3    | 2–3            |
| 1969–70 | Кубок європейських чемпіонів | 1 раунд          | Гіберніанс                | 4–0        | 2–2    | 6–2            |
| 1969–70 | Кубок європейських чемпіонів | 2 раунд          | Галатасарай               | 1–0        | 0–1    | 1–1 (ж)        |
| 1970–71 | Кубок ярмарків               | 1 раунд          | Олімпік (Марсель)         | 2–0        | 0–2    | 2–2 пен. 4–3   |
| 1970–71 | Кубок ярмарків               | 2 раунд          | Герта (Берлін)            | 3–1        | 0–1    | 3–2            |
| 1970–71 | Кубок ярмарків               | 3 раунд          | Кельн                     | 0–1        | 0–3    | 0–4            |
| 1971–72 | Кубок європейських чемпіонів | 1 раунд          | Динамо (Бухарест)         | 2–2        | 0–0    | 2–2 (г.в.)     |
| 1972–73 | Кубок європейських чемпіонів | 2 раунд          | Андерлехт                 | 1–0        | 1–0    | 2–0            |
| 1972–73 | Кубок європейських чемпіонів | Чвертьфінал      | Дербі Каунті              | 1–0        | 0–2    | 1–2            |
| 1973–74 | Кубок європейських чемпіонів | 1 раунд          | Вікінг                    | 1–0        | 2–1    | 3–1            |
| 1973–74 | Кубок європейських чемпіонів | 2 раунд          | Зоря (Ворошиловград)      | 0–0        | 1–0    | 1–0            |
| 1973–74 | Кубок європейських чемпіонів | Чвертьфінал      | Уйпешт                    | 1–1        | 1–1    | 2–2 пен. 3–4   |
| 1974    | Кубок Інтертото              | Груповий етап    | Вісла (Краків)            | 0–0        | 2–2    |                |
| 1974    | Кубок Інтертото              | Груповий етап    | AIK                       | 2–1        | 1–0    |                |
| 1974    | Кубок Інтертото              | Груповий етап    | Лінц                      | 2–1        | 0–1    |                |
| 1975    | Кубок Інтертото              | Груповий етап    | КБ (Копенгаген)           | 6–1        | 5–1    |                |
| 1975    | Кубок Інтертото              | Груповий етап    | Белененсеш                | 2–2        | 1–2    |                |
| 1975    | Кубок Інтертото              | Груповий етап    | Амстердам                 | 2–0        | 1–1    |                |
| 1975–76 | Кубок володарів кубків УЄФА  | 1 раунд          | Боавішта (Порту)          | 0–0        | 0–3    | 0–3            |
| 1976    | Кубок Інтертото              | Груповий етап    | Отвідабергс               | 3–1        | 3–1    |                |
| 1976    | Кубок Інтертото              | Груповий етап    | Ліллестрем                | 5–1        | 1–1    |                |
| 1976    | Кубок Інтертото              | Груповий етап    | Аустрія (Зальцбург)       | 2–0        | 3–1    |                |
| 1979    | Кубок Інтертото              | Груповий етап    | Есб'єрг                   | 2–0        | 1–0    |                |
| 1979    | Кубок Інтертото              | Груповий етап    | Кальмар                   | 1–0        | 1–0    |                |
| 1979    | Кубок Інтертото              | Груповий етап    | Ферст Вієнна              | 3–0        | 1–1    |                |
| 1984    | Кубок Інтертото              | Груповий етап    | Цюрих                     | 2–0        | 1–2    |                |
| 1984    | Кубок Інтертото              | Груповий етап    | Ференцварош               | 1–1        | 1–3    |                |
| 1984    | Кубок Інтертото              | Груповий етап    | Аустрія (Клагенфурт)      | 3–1        | 4–2    |                |
| 1986–87 | Кубок володарів кубків УЄФА  | 1 раунд          | Штутгарт                  | 0–0        | 0–1    | 0–1            |
| 1996    | Кубок Інтертото              | Груповий етап    | Чукарички                 | 3–0        |        |                |
| 1996    | Кубок Інтертото              | Груповий етап    | Даугава (Рига)            |            | 6–0    |                |
| 1996    | Кубок Інтертото              | Груповий етап    | Карлсруе                  | 1–1        |        |                |
| 1996    | Кубок Інтертото              | Груповий етап    | Університатя (Крайова)    |            | 1–2    |                |
| 1997–98 | Кубок УЄФА                   | 1 кваліфай-раунд | Біркіркара                | 3–1        | 1–0    | 4–1            |
| 1997–98 | Кубок УЄФА                   | 2 кваліфай-раунд | ПАОК                      | 0–1        | 3–5    | 3–6            |
| 1998–99 | Кубок володарів кубків УЄФА  | Кваліфай-раунд   | Вардар                    | 2–0        | 1–0    | 3–0            |
| 1998–99 | Кубок володарів кубків УЄФА  | 1 раунд          | Бешикташ                  | 2–1        | 0–3    | 2–4            |
| 1999–00 | Кубок УЄФА                   | Кваліфай-раунд   | Влазнія (Шкодер)          | 2–0        | 1–1    | 3–1            |
| 1999–00 | Кубок УЄФА                   | 1 раунд          | Грацер                    | 2–1        | 0–3    | 2–4            |
| 2003    | Кубок Інтертото              | 1 раунд          | Побєда                    | 1–5        | 1–2    | 2–7            |
| 2004    | Кубок Інтертото              | 1 раунд          | Дебрецен                  | 3–0        | 1–4    | 4–4 (г.в.)     |
| 2004    | Кубок Інтертото              | 2 раунд          | Слобода (Тузла)           | 2–1        | 1–0    | 3–1            |
| 2004    | Кубок Інтертото              | 3 раунд          | Славен Белупо             | 2–2        | 0–0    | 2–2 (г.в.)     |
| 2006–07 | Кубок УЄФА                   | 1 кваліфай-раунд | Карван                    | 0–1        | 0–1    | 0–2            |
| 2008–09 | Кубок УЄФА                   | 1 кваліфай-раунд | ВІТ Джорджія              | 2–2        | 0–1    | 2–3            |
| 2009–10 | Ліга Європи УЄФА             | 1 кваліфай-раунд | Інтер (Баку)              | 2–1        | 3–1    | 5–2            |
| 2009–10 | Ліга Європи УЄФА             | 2 кваліфай-раунд | Сараєво                   | 1–1        | 0–1    | 1–2            |
| 2011–12 | Ліга Європи УЄФА             | 1 кваліфай-раунд | Зета                      | 3–0        | 1–2    | 4–2            |
| 2011–12 | Ліга Європи УЄФА             | 2 кваліфай-раунд | Тирана                    | 3–1        | 0–0    | 3–1            |
| 2011–12 | Ліга Європи УЄФА             | 3 кваліфай-раунд | Левські                   | 2–1        | 1–2    | 3–3 пен. 5–4   |
| 2011–12 | Ліга Європи УЄФА             | Плей-оф раунд    | Локомотив (Москва)        | 1–1        | 0–2    | 1–3            |
| 2012–13 | Ліга Європи УЄФА             | 2 кваліфай-раунд | Слайго Роверз             | 3–1        | 1–1    | 4–1            |
| 2012–13 | Ліга Європи УЄФА             | 3 кваліфай-раунд | Стяуа                     | 0–3        | 1–0    | 1–3            |
| 2014–15 | Ліга Європи УЄФА             | 1 кваліфай-раунд | Гіберніанс                | 5–0        | 4–2    | 9–2            |
| 2014–15 | Ліга Європи УЄФА             | 2 кваліфай-раунд | Зестафоні                 | 3–0        | 0–0    | 3–0            |
| 2014–15 | Ліга Європи УЄФА             | 3 кваліфай-раунд | Сент-Джонстон             | 1–1        | 2–1    | 3–2            |
| 2014–15 | Ліга Європи УЄФА             | Плей-оф раунд    | Цюрих                     | 1–3        | 1–1    | 2–4            |
| 2015–16 | Ліга Європи УЄФА             | 1 кваліфай-раунд | Олімпік (Сараєво)         | 0–0        | 1–1    | 1–1 (г.в.)     |
| 2015–16 | Ліга Європи УЄФА             | 2 кваліфай-раунд | Лінфілд (Белфаст)         | 2–1        | 3–1    | 5–2            |
| 2015–16 | Ліга Європи УЄФА             | 3 кваліфай-раунд | ПАОК                      | 1–1        | 0–1    | 1–2            |
| 2016–17 | Ліга Європи УЄФА             | 1 кваліфай-раунд | Гіберніанс                | 3–0        | 3–0    | 6–0            |
| 2016–17 | Ліга Європи УЄФА             | 2 кваліфай-раунд | Ширак                     | 2–0        | 1–1    | 3–1            |
| 2016–17 | Ліга Європи УЄФА             | 3 кваліфай-раунд | Аустрія (Відень)          | 0–1        | 1–0    | 1–1 пен. 4–5   |
| 2018–19 | Ліга чемпіонів УЄФА          | 1 кваліфай-раунд | Зриньські                 | 1–0        | 1–1    | 2–1            |
| 2018–19 | Ліга чемпіонів УЄФА          | 2 кваліфай-раунд | Легія                     | 0–1        | 2–0    | 2–1            |
| 2018–19 | Ліга чемпіонів УЄФА          | 3 кваліфай-раунд | Црвена Звезда             | 1–2 (д.ч.) | 1–1    | 2–3            |
| 2018–19 | Ліга Європи УЄФА             | Плей-оф раунд    | Олімпія (Любляна)         | 1–1        | 2–0    | 3–1            |
| 2018–19 | Ліга Європи УЄФА             | Група D          | Андерлехт                 | 1–0        | 0–0    | 3 місце 7 очок |
| 2018–19 | Ліга Європи УЄФА             | Група D          | Фенербахче                | 1–0        | 0–2    | 3 місце 7 очок |
| 2018–19 | Ліга Європи УЄФА             | Група D          | Динамо (Загреб)           | 1–2        | 1–3    | 3 місце 7 очок |
| 2019–20 | Ліга Європи УЄФА             | 1 кваліфай-раунд | Радник (Бієліна)          | 2–0        | 0–2    | 2–2 пен. 3–2   |
| 2019–20 | Ліга Європи УЄФА             | 2 кваліфай-раунд | Локомотив (Пловдив)       | 3–1        | 0–2    | 3–3 (г.в.)     |
| 2021–22 | Ліга конференцій УЄФА        | 1 кваліфай-раунд | Моста                     | 2–0        | 2–3    | 4–3            |
| 2021–22 | Ліга конференцій УЄФА        | 2 кваліфай-раунд | Сепсі ОСК (Сфинту-Георге) | 0–0        | 1–1 дч | 1–1 пен. 4–3   |
| 2021–22 | Ліга конференцій УЄФА        | 3 кваліфай-раунд | Маккабі (Тель-Авів)       | 0–0        | 0–1    | 0−1            |
| 2022–23 | Ліга конференцій УЄФА        | 2 кваліфай-раунд | Ньютаун                   | 4–1        | 2–1    | 6–2            |
| 2022–23 | Ліга конференцій УЄФА        | 3 кваліфай-раунд | Ракув                     | 0–2        | 0–1    | 0–3            |
| 2023–24 | Ліга конференцій УЄФА        | 2 кваліфай-раунд | Ауда                      | 4–1        | 1–1    | 5−2            |
| 2023–24 | Ліга конференцій УЄФА        | 3 кваліфай-раунд | Лех (Познань)             | 3–1        | 1–2    | 4–3            |
| 2023–24 | Ліга конференцій УЄФА        | Плей-оф раунд    | Дніпро-1                  | 1–1        | 2–1    | 3–2            |
| 2024–25 | Ліга конференцій УЄФА        |                  |                           |            |        |                |
| 2025–26 | Ліга Європи УЄФА             |                  |                           |            |        |                |

## Відомі гравці
Вказано гравців, що виступали за свої національні збірні. Жирним виділено гравців, що виступали за збірну під час виступів за «Спартак».
- Мієнті Абена
- Йозеф Адамець
- Ізучукву Ентоні
- Марек Бакош
- Ігор Баліш
- Мирослав Барчик
- Белло Бабатунде
- Міхал Бенедикович
- Маріо Бічак
- Юліус Бєлик
- Маріан Брезіна
- Франтішек Больчек
- Науріс Бульвітіс
- Вахтанг Чантурішвілі
- Марек Чех
- Ельдар Чивич
- Матуш Чонка
- Давід Депетріс
- Бубакар Діалло
- Марко Джуричин
- Карол Добіаш
- Петер Долежай
- Лукаш Дошек
- Вацлав Дробний
- Жан-Поль Фарруджія
- Алі Горбані
- Мілош Глонек
- Владимир Гагара
- Любош Ганзель
- Харіс Харба
- Ярослав Грабал
- Антон Грушецький
- Сергей Якірович
- Адам Якубех
- Станіслав Ярабек
- Ерік Єндрішек
- Ерік Їрка
- Роберт Єж
- Юзеф Юріга
- Душан Кабат
- Любош Каменар
- Мирослав Карган
- Марек Кащак
- Іван Келава
- Душан Кекеті
- Мирослав Кеніг
- Каміл Копунек
- Растислав Костка
- Ярослав Краварик
- Владимир Кожух
- Івиця Краль
- Ладислав Куна
- Владимир Лабант
- Владимир Ляйтнер
- Мартін Ліпчак
- Любомир Луговий
- Каміль Маєрник
- Антон Малатинський
- Мілан Малатинський
- Патрик Малецький
- Йозеф Марко
- Кіре Маркоський
- Ярослав Масрна
- Растислав Михалик
- Богдан Мітря
- Станіслав Моравець
- Стево Николич
- Томаш Оравець
- Філіп Оршула
- Ерік Пачінда
- Ясін Пехліван
- Рікардо Пенья
- Мартін Польовка
- Роман Прохазка
- Якуб Рада
- Аммар Рамадан
- Мартін Рашка
- Милан Ристовський
- Браніслав Ржешото
- Ерік Сабо
- Юліус Шимон
- Іван Шранц
- Давіт Схіртладзе
- Мартін Шкртел
- Душан Снінський
- Ян Солар
- Суне Сонголе
- Імріх Стахо
- Самуел Штефаник
- Лукаш Штетіна
- Йозеф Штибраний
- Петер Штивар
- Каміль Суско
- Любомир Талда
- Роберт Ндіп Тамбе
- Ярослав Тімко
- Душан Тіттел
- Деян Трайковський
- Марек Уйлакі
- Гіно ван Кессел
- Войтех Варадін
- Мартін Вискочіл
- Петер Зеленський
- Ян Злоха
- Владислав Звара

## Рекордсмени клубу
| #  | Ім'я                   | Ігор |
| -- | ---------------------- | ---- |
| 1  | Ладислав Куна          | 428  |
| 2  | Марек Уйлакі           | 366  |
| 3  | Йозеф Адамець          | 328  |
| 4  | Душан Кекеті           | 309  |
| 5  | Душан Кабат            | 285  |
| 6  | Карол Добіаш           | 279  |
| .  | Антон Грушецький       | 279  |
| 8  | Ярослав Грабал         | 275  |
| 9  | Міхал Гашпарік-старший | 260  |
| 10 | Станіслав Ярабек       | 258  |

| #  | Ім'я                   | Голів |
| -- | ---------------------- | ----- |
| 1  | Йозеф Адамець          | 139   |
| 2  | Марек Уйлакі           | 87    |
| 3  | Ладислав Куна          | 85    |
| 4  | Валеріан Швець         | 65    |
| 5  | Антон Малатинський     | 64    |
| 6  | Владимир Кожух         | 62    |
| 7  | Міхал Гашпарік-старший | 53    |
| 8  | Франтішек Больчек      | 51    |
| 9  | Ян Штурдік             | 48    |
| 10 | Кароль Тібенський      | 42    |
| .  | Віліам Якубчик         | 42    |

## Тренери
| Ім'я                | Нац.           | Роки    |
| ------------------- | -------------- | ------- |
| Отто Горький        | Словаччина     | 1939–40 |
| Бруно Веселий       | Словаччина     | 1940–41 |
| Отто Горький        | Словаччина     | 1941–42 |
| Штефан Гадраба      | Словаччина     | 1942–44 |
| Ервін Ковач         | Чехословаччина | 1945–48 |
| Антон Малатинський  | Чехословаччина | 1948–50 |
| Кароль Фекете       | Чехословаччина | 1950–52 |
| Йозеф Марко         | Чехословаччина | 1952–54 |
| Франтішек Новотний  | Чехословаччина | 1955    |
| Александр Фекете    | Чехословаччина | 1955–56 |
| Антон Малатинський  | Чехословаччина | 1956–60 |
| Йозеф Гагара        | Чехословаччина | 1960    |
| Божин Ласков        | Болгарія       | 1961    |
| Александер Ланчарич | Чехословаччина | 1961    |
| Франтішек Гажо      | Чехословаччина | 1962–63 |
| Антон Малатинський  | Чехословаччина | 1963–68 |
| Ян Гуцко            | Чехословаччина | 1968–70 |
| Валеріан Швець      | Чехословаччина | 1970–71 |
| Антон Малатинський  | Чехословаччина | 1971–76 |
| Мілан Моравець      | Чехословаччина | 1976–77 |
| Віліам Новак        | Чехословаччина | 1977–78 |
| Валеріан Швець      | Чехословаччина | 1978–80 |
| Каміль Маєрнік      | Чехословаччина | 1980–82 |
| Юстін Яворек        | Чехословаччина | 1982–85 |
| Станіслав Ярабек    | Чехословаччина | 1985–88 |

| Ім'я             | Нац.           | Роки      |
| ---------------- | -------------- | --------- |
| Ладислав Куна    | Чехословаччина | 1988–90   |
| Валеріан Швець   | Чехословаччина | 1990–92   |
| Іван Гащик       | Словаччина     | 1993      |
| Ріхард Матович   | Словаччина     | 1993      |
| Ладислав Юркемик | Словаччина     | 1993–94   |
| Юстін Яворек     | Словаччина     | 1994      |
| Кароль Пече      | Словаччина     | 1994–97   |
| Душан Галіс      | Словаччина     | 1997–99   |
| Петер Зеленський | Словаччина     | 1999      |
| Антон Янош       | Словаччина     | 1999–2000 |
| Петер Зеленський | Словаччина     | 2000–01   |
| Станіслав Ярабек | Словаччина     | 2001      |
| Ладислав Молнар  | Словаччина     | 2001      |
| Растислав Вінкур | Словаччина     | 2001      |
| Йозеф Адамець    | Словаччина     | 2002–03   |
| Мирослав Свобода | Словаччина     | 2003      |
| Станіслав Ярабек | Словаччина     | 2003–04   |
| Владимир Ехардт  | Словаччина     | 2004      |
| Йозеф Вукушич    | Словаччина     | 2004      |
| Мілан Лешицький  | Словаччина     | 2004–05   |
| Йозеф Адамець    | Словаччина     | 2005–06   |
| Юзеф Бубенко     | Словаччина     | 2006      |
| Йозеф Адамець    | Словаччина     | 2006      |
| Йозеф Шуран      | Словаччина     | 2007      |
| Іван Гучко       | Словаччина     | 2007      |

| Ім'я                | Нац.       | Роки    |
| ------------------- | ---------- | ------- |
| Йозеф Мазура        | Чехія      | 2007–08 |
| Йозеф Адамець       | Словаччина | 2008    |
| Владимир Вермезович | Сербія     | 2008    |
| Кароль Пече         | Словаччина | 2008–09 |
| Петер Зеленський    | Словаччина | 2009    |
| Любош Носіцький     | Словаччина | 2009    |
| Мілан Малатинський  | Словаччина | 2010    |
| Петер Зеленський    | Словаччина | 2010    |
| Душан Радольський   | Словаччина | 2010–11 |
| Петер Зеленський    | Словаччина | 2011    |
| Павел Гофтих        | Чехія      | 2011–12 |
| Петер Зеленський    | Словаччина | 2012–13 |
| Владимир Ехардт     | Словаччина | 2013    |
| Юрай Ярабек         | Словаччина | 2013–15 |
| Браніслав Мраз      | Словаччина | 2015    |
| Іван Гучко          | Словаччина | 2015–16 |
| Мирослав Карган     | Словаччина | 2016–17 |
| Нестор Ель Маестро  | Англія     | 2017–18 |
| Радослав Латал      | Чехія      | 2018    |
| Міхал Щасний        | Чехія      | 2019    |
| Рікарду Шеу         | Португалія | 2019–20 |
| Маріан Шармір       | Словаччина | 2020    |
| Норберт Грнчар      | Словаччина | 2020–21 |
| Міхал Гашпарик      | Словаччина | 2021–   |